# シロガネヒナ
シロガネヒナ（10月26日 - ）は、日本のイラストレーター、漫画家。女性。高知県出身。

## 概要
主に版権作品や企業イベント向けイラストや漫画の書き下ろしをしている。同人サークル名「MILK BAR」名義で活動を行っている。主に、東方Projectシリーズや魔法少女リリカルなのはを素材にした作品をリリースしている。最近では艦隊これくしょんの響、電を素材にした同人作品を多く手掛けている。
角川書店や秋田書店から商業作品を出版しているほか、成人向けの作品も出版している。

## 作品リスト

### 漫画
- 『この青空に約束を― -melody of the sun and sea-』 （2007年6月26日発売、角川書店、全1巻）
- 「りーぷる!」 （秋田書店『月刊ヤングチャンピオン烈』2009年Volume.21に掲載、読み切り）[3]
- 『R・G・B!』 （アスキー・メディアワークス『電撃萌王』2010年2月号 - 2012年2月号、全2巻）

### 挿絵
- 『鳳凰堂みりあは働かない!』 （著：石川ユウヤ、メディアファクトリー〈MF文庫J〉、全3巻）
  1. 2009年8月25日発売[4]、ISBN 978-4-84012-868-1
  2. 2009年11月25日発売[5]、ISBN 978-4-84013-082-0
  3. 2010年2月25日発売[6]、ISBN 978-4-84013-177-3
- 『ネット彼女だけど本気で好きになっちゃダメですか?』 （著：烏川さいか、KADOKAWA/メディアファクトリー〈MF文庫J〉、全2巻）
  1. 2018年11月24日発売[7]、ISBN 978-4-84013-177-3
  2. 2019年5月25日発売[8]、ISBN 978-4-04065-733-2
- 『恋愛禁止のアイドルだけど、お兄ちゃんなら恋してもいいよねっ?』 （著：椎月アサミ、講談社〈講談社ラノベ文庫〉）
  1. 2019年5月31日発売[9]、ISBN 978-4-06-516269-9

### アダルトゲーム
- 『あるぴじ学園』 （2010年6月25日発売、CIRCUS）
- 『A.G.II.D.C. 〜あるぴじ学園2.0 サーカス史上最大の危機!?〜』 （2011年5月27日発売、CIRCUS）
- 『恋妹SWEET☆DAYS』 （2012年5月25日発売、Parasol）